# Robert Platt (médecin)
Robert Platt (16 avril 1900 - 30 juin 1978) est un médecin britannique.

## Biographie
Platt se spécialise dans la recherche sur les maladies rénales, mais on se souvient de lui pour les années 1940-1950 pour le débat avec George White Pickering sur la nature de l'hypertension. La position de Platt est que l'hypertension est une maladie simple causée peut-être par un seul défaut génétique, et il présente des preuves de sa transmission autosomique dominante et d'une distribution bimodale des pressions artérielles, indiquant que les hypertendus constituent une sous-population distincte chez l'homme.
En revanche, le point de vue de Pickering est que les pressions artérielles varient de manière continue et unimodale, les hypertendus représentant l'extrémité supérieure de la courbe en cloche. Bien que le point de vue de Platt ait été favorisé de son vivant, le point de vue de Pickering l'emporte finalement et est à la base des politiques actuelles de compréhension et de traitement.
Au cours de sa vie, Platt occupe le poste salarié de chef de la Central Manchester Health Authority, et il devient plus tard (1957-1962) le président du Royal College of Physicians. Au cours de sa présidence, il joue un rôle important dans la rédaction et la publication du premier rapport du Collège sur le tabagisme et la santé, qui rassemble toutes les preuves d'une relation causale. Il est antérieur au premier rapport sur le tabagisme et le cancer du poumon du US Surgeon General, paru en 1964.
Le 14 juillet 1959, il est nommé baronnet « de Grindleford ». Le 16 janvier 1967, il est nommé pair à vie en tant que baron Platt, de Grindleford, dans le comté de Derby. Son autobiographie, intitulée Private and Controversial, est publiée au Royaume-Uni par Cassell and Company en 1972.